# 小川博
小川 博（おがわ ひろし、 1962年4月2日 - ）は、栃木県足利市出身、群馬県育ちの元プロ野球選手（投手）。現役引退後の2004年、強盗殺人事件を起こして無期懲役の判決を受け、現在は受刑者となっている。

## 経歴

### プロ入り前
出生は栃木県であるが、1歳時に子供に恵まれなかった群馬県在住の大工・清掃作業員夫婦の養子となり、以後養父母の元で育つ。前橋工高ではエースとして甲子園に3回出場。1979年春の選抜では、1回戦で田辺商を6回3分の1を零封、3投手完封リレーの勝利をするが、続く2回戦で川之江高の鍋島博（駒大－電電東京）に抑えられ完封負け。同年夏の選手権は3回戦に進むが、比叡山高に敗退。1年上のチームメートに外野手の高橋一彦がいた。翌1980年夏の選手権は2回戦（初戦）で、島田茂、秦真司のバッテリーを擁する鳴門高に延長12回サヨナラ負け。高校同期には投の二本柱を組んだ左腕の番場覚（前橋市役所）がいた。甘いマスクと豪腕で人気を集めて「群玉（群馬の玉三郎）」と呼ばれ、甲子園のアイドルとなる。
卒業後は青山学院大学へ進学。東都大学野球リーグでは、1年時の1981年春季リーグでチームが二部陥落。その後も低迷するが1984年春季リーグに優勝、入替戦で中大を降し一部復帰を果たす。同年秋季リーグでは2位躍進の原動力となり、弱小だった青学大野球部の知名度向上に貢献した。大学同期には一塁手の陳光栄（鷺宮製作所）、1学年下に斉藤学がいた。

### プロ入り後
1984年のドラフト会議で阪急ブレーブスとロッテ・オリオンズから2位指名を受け、抽選の結果ロッテが交渉権を獲得し、「自分の力を試したい」と両親の反対を押し切って入団した。青学大は当時はまだ運動部に力を入れる前の段階にあって、同大学出身のプロ野球選手は非常に珍しく、小川自身の人気と相俟って後の野球部躍進のきっかけをつくった。サイドスローから繰り出す速球とシンカーを武器にローテーション入りする。
1985年は開幕第3戦に先発として起用されるなど、新人ながら先発2試合を含め一軍21試合に登板し2勝を挙げた。
1986年はわずか6試合の登板に終わる。
1987年は40試合に登板し3勝5敗・防御率3.28の成績を残した。
1988年には先発陣の一角として活躍し、25試合先発を含め31試合に登板して203回2/3イニングを投げ、10勝9敗・防御率3.40の成績を残し、両リーグ最多の204奪三振を記録した。規定投球回数以上の投手で奪三振が投球回数を上回ったのはパ・リーグ史上初であり、最多奪三振のタイトル創設のきっかけとなった。同年はオールスターゲームの全パ・リーグ代表にも選出され、阪急西宮球場で開かれた第1戦でヤクルト・広澤克実ら5人から5者連続奪三振を記録したほか、同年10月19日に本拠地・川崎球場にて近鉄バファローズ相手に繰り広げられた伝説のダブルヘッダー「10.19」では第1試合のロッテ先発投手として近鉄打線の前に立ち塞がった。同年オフには推定年俸2,200万円で契約更改した。
1989年も開幕からローテーションの一角を担うが、5月下旬に右肩を痛めて二軍落ちし、同年8月に復帰したものの、以降は閉幕まで先発7試合を務めて0勝5敗で防御率7.26と絶不調に陥った。同年オフには推定年俸2,000万円（前年比200万円減）で契約更改した。
1990年4月28日、川崎球場で行われた対西武ライオンズ戦で先発し、6回3/2イニングを投げて5連勝中だった西武打線を封じ込め、7回表に平野謙から2ラン本塁打を被弾するまで得点を許さず、1989年5月5日以来約1年ぶりに勝利投手となった。この試合では4回表に2死満塁のピンチを招き、金田正一監督から交代を提案されたが続投を志願して投げ続け、続く5回表にも1死二塁のピンチを招いた際に金田監督から強い口調で交代を求められるが、小川はこれを拒否して投げ抜いた。試合後、小川はヒーローインタビューで「本当に長かった。もう勝てないと思った」と語り、人目をはばからず泣きじゃくった。同年オフは年俸1,940万円で契約更改した。
1991年は再び右肩を痛めたため一軍・二軍ともに実戦登板がなく、同年オフには年俸1,580万円（前年比360万円減）で契約更改した。
1992年も一軍登板がなく、同年限りで現役を引退した。1992年11月27日付で日本野球機構（NPB）から任意引退選手公示された。
引退後もロッテ球団に残り二軍トレーニングコーチ（1993年 - 1994年, 1996年 - 1997年, 1999年）・一軍トレーニングコーチ（1995年, 1998年）を務めたが、前妻への離婚慰謝料など数百万円の借金を抱え、入団時に両親に預けた契約金・両親が働いて稼いだ貯金が返済に消えた。
- 後述の事件で逮捕された直後の『週刊朝日』2005年1月7日号（朝日新聞社）記事では「コーチ時代、後述の球団職員時代には選手と高額の賭けをして選手からよく借金をしていた」という球団関係者の証言が紹介された[17]。
- また同記事では、「小川を知る元プロ野球担当記者」の証言として「コーチ時代には株の売買をしていた」という情報が掲載された[17]。

2000年からは編成担当の球団職員を務めたが、2002年11月には消費者金融などからの借金が1,750万円に達し、球団を解雇された。解雇理由は表向きには「球団の主導権を巡る内部抗争で敗れた一派の排除」だったが、小川の場合は「金銭問題も背景にあった」という。ロッテ退団の際には台湾球界からコーチ就任のオファーを受けたが、金額面で折り合いがつかず断っている。

### 強盗殺人事件
球界を離れてからは運送会社などのアルバイトを経て、2003年1月に新聞の求人広告で知った産業廃棄物処理会社に就職した。会社では営業部長を務めていたが、2004年11月18日に借金の無心のために勤務先の会長宅を訪ね、これを断った家政婦を殺害し逮捕された。その際、小川が現役中に離婚した先妻への慰謝料などにより、消費者金融へ約1000万円の借金を抱えており、再就職後の2003年4月に自己破産していたことも明らかになった。同年10月、再婚した妻と2人の子どもとさいたま市の賃貸マンションに引っ越したが、闇金融数社から借金していたことも発覚した。
2005年1月11日に起訴された。同年2月28日の初公判では、起訴事実を概ね認めたが、犯行の計画性については否認した。同年9月29日にさいたま地方裁判所で言い渡された一審判決では、弁護人の「計画性の薄い事後強盗殺人罪に該当する」とする主張は認定されたが、求刑通り無期懲役判決を受け、控訴したが2006年2月23日の控訴審・東京高等裁判所判決でも第一審と同じく無期懲役判決を受けた。
判決確定後の2006年に千葉刑務所へ収監された。小川と同じく千葉刑務所で服役していた元無期懲役受刑者の金原龍一が、「小川は、元プロ野球選手だったために刑務所内のソフトボール大会で活躍を期待されたが、長く野球から離れていたために大きく痩せた体格からはその面影がなく、『プロの片鱗』を期待していたソフトボールチームのメンバー（受刑者）たちは落胆した。それでもデビュー戦ではかなり注目されたが、守備位置は遊撃手で打撃面でもノーヒットだった」「小川には体が動く限りグラブとバットのそばにいてほしいと思う」と述べている。

## 選手としての特徴・人物
全盛期は右サイドスローから放たれる最速150km/hの速球が武器で、加えてシンカーを持ち球としていた。『朝日新聞』1988年7月12日夕刊では「エース荘勝雄に次ぐ7勝を挙げている若手投手陣随一の成長株」として取り上げられ、「趣味は音楽鑑賞、サーフィン、スキューバダイビング」と紹介された。
その一方で新人時代に投手コーチを務めていた植村義信は小川が逮捕された直後、『毎日新聞』の取材に対し「4番打者にも8番打者にも全力投球して派手に三振を取っていたが、抜き球や遊び球がなく、一旦崩れると粘りがなかった」と証言した。入団当時の監督・稲尾和久も「『三振が全てではない』と考えればもっと成長できる、と忠告したことがある」と証言した。

## 詳細情報

### 年度別投手成績
| 年 度     | 球 団     | 登 板 | 先 発 | 完 投 | 完 封 | 無 四 球 | 勝 利 | 敗 戦 | セ 丨 ブ | ホ 丨 ル ド | 勝 率 | 打 者 | 投 球 回 | 被 安 打 | 被 本 塁 打 | 与 四 球 | 敬 遠 | 与 死 球 | 奪 三 振 | 暴 投 | ボ 丨 ク | 失 点 | 自 責 点 | 防 御 率 | W H I P |
| --------- | --------- | ----- | ----- | ----- | ----- | -------- | ----- | ----- | -------- | ----------- | ----- | ----- | -------- | -------- | ----------- | -------- | ----- | -------- | -------- | ----- | -------- | ----- | -------- | -------- | ------- |
| 1985      | ロッテ    | 21    | 2     | 0     | 0     | 0        | 2     | 3     | 4        | --          | .400  | 273   | 61.2     | 52       | 6           | 39       | 3     | 5        | 47       | 3     | 0        | 38    | 32       | 4.67     | 1.48    |
| 1986      | ロッテ    | 6     | 0     | 0     | 0     | 0        | 0     | 0     | 0        | --          | ----  | 27    | 6.1      | 7        | 2           | 1        | 0     | 0        | 6        | 0     | 0        | 5     | 5        | 7.11     | 1.26    |
| 1987      | ロッテ    | 40    | 8     | 3     | 0     | 0        | 3     | 5     | 0        | --          | .375  | 399   | 98.2     | 67       | 11          | 39       | 1     | 4        | 79       | 2     | 0        | 39    | 36       | 3.28     | 1.07    |
| 1988      | ロッテ    | 31    | 25    | 10    | 1     | 0        | 10    | 9     | 0        | --          | .526  | 838   | 203.2    | 144      | 21          | 91       | 8     | 5        | 204      | 3     | 0        | 79    | 77       | 3.40     | 1.15    |
| 1989      | ロッテ    | 14    | 13    | 2     | 1     | 0        | 3     | 8     | 0        | --          | .273  | 383   | 86.2     | 81       | 24          | 46       | 1     | 6        | 69       | 2     | 0        | 63    | 53       | 5.50     | 1.47    |
| 1990      | ロッテ    | 20    | 8     | 0     | 0     | 0        | 3     | 1     | 1        | --          | .750  | 340   | 78.1     | 77       | 14          | 31       | 1     | 1        | 55       | 3     | 0        | 44    | 42       | 4.83     | 1.38    |
| 通算：6年 | 通算：6年 | 132   | 56    | 15    | 2     | 0        | 21    | 26    | 5        | --          | .447  | 2260  | 535.1    | 428      | 78          | 247      | 14    | 21       | 460      | 13    | 0        | 268   | 245      | 4.12     | 1.26    |

- 各年度の太字はリーグ最高

### タイトル
- 最多奪三振：1回 （1988年）※当時連盟表彰なし、パシフィック・リーグでは、1989年より表彰

### 記録
- オールスターゲーム出場：1回 （1988年）

### 背番号
- 26 （1985年 - 1992年）
- 91 （1993年 - 1994年）
- 88 （1995年 - 1999年）

## 演じた俳優
- 井上賢嗣（テレビ番組『ザ!世界仰天ニュース』「スーパースターの転落人生スペシャル」、2022年2月22日放送分）[29]